# Dejr al-Asad
Dejr al-Asad (hebrejsky דֵיר אל-אַסַד, arabsky دير الأسد, v oficiálním přepisu do angličtiny Deir al-Asad) je místní rada (malé město) v Izraeli, v Severním distriktu, které bylo v letech 2003–2009 součástí města Šagor.

## Geografie
Leží v nadmořské výšce 350 metrů v Bejtkeremském údolí na pomezí Dolní a Horní Galileje. Město se rozkládá na prudkém terénním zlomu Matlul Curim, který z dna údolí stoupá o několik set metrů na náhorní planiny Horní Galileje. Je odvodňováno tokem Nachal Šagor.
Nachází se cca 18 kilometrů východně od města Akko, cca 105 kilometrů severovýchodně od centra Tel Avivu a cca 28 kilometrů severovýchodně od centra Haify, v hustě zalidněném pásu. Osídlení v tomto regionu je smíšené. Vlastní město Dejr al-Asad společně se sousedními městy Madžd al-Kurúm a Bi'ina je osídleno izraelskými Araby, stejně jako mnohá sídla v okolí. Na jihovýchod odtud leží ale větší židovské město Karmiel. Další menší židovská sídla vesnického typu (Tuval, Kišor nebo Lavon) jsou rozptýlená na návrších severně od Dejr al-Asad.
Dejr al-Asad je na dopravní síť napojen pomocí dálnice číslo 85, která ve východozápadním směru propojuje Akko a oblast okolo Galilejského jezera.

## Dějiny
Byl založen ve středověku. Vesnice se zmiňuje už v dobách křižáckých válek. Ležela na strategické spojnici měst Akko a Safed. Obyvatelé jsou muslimští Arabové.
Během první arabsko-izraelské války byla tato oblast koncem října 1948 dobyta v rámci operace Chiram izraelskou armádou, stejně jako celý přilehlý region centrální a severní Galileje. Místní arabská populace zde ale byla ponechána. Po roce 1948 se Dejr al-Asad rozrůstal a roku 1975 získal status místní rady (menšího města).
V roce 2003 v rámci reformy samosprávy došlo k sloučení místních rad Madžd al-Kurúm, Dejr al-Asad a Bi'ina do jedné obce, pro kterou byl zvolen název Šagor. Ta byla v roce 2005 povýšena na město. Unie se ovšem neosvědčila a sloučené město se potýkalo s ekonomickými potížemi. Radnici chyběl profesionální úřednický sbor, jednotlivé městské části se vzájemně obviňovaly z neúměrného preferování jedné či druhé, nedařilo se vybírat komunální daně. Zhroutil se systém odvozu komunálního odpadu a kanalizace. Splašky tak po dlouhou dobu znečišťovaly vádí poblíž města. Kvůli dluhu u vodárenské společnosti Mekorot byla do Šagor opakovaně přerušena dodávka pitné vody. V roce 2008 bylo proto rozhodnuto, že dojde k opětovnému osamostatnění všech tří původních obcí, ve kterých měly v srpnu 2009 proběhnout komunální volby.

## Demografie
Dejr al-Asad je město s ryze arabskou populací s převahou muslimů. Jde o menší sídlo městského typu s trvalým růstem. K 31. prosinci 2017 zde žilo 12 100 lidí.
| Rok            | 1922 | 1931 | 1945  | 1955  | 1961  | 1972  | 1983  | 1995  | 2000  | 2001  | 2002  | 2009   | 2010   | 2011   | 2012   | 2013   | 2014   | 2015   | 2016   | 2017   |
| -------------- | ---- | ---- | ----- | ----- | ----- | ----- | ----- | ----- | ----- | ----- | ----- | ------ | ------ | ------ | ------ | ------ | ------ | ------ | ------ | ------ |
| Počet obyvatel | 749  | 858  | 1 100 | 1 600 | 1 938 | 3 053 | 4 152 | 6 485 | 7 800 | 8 010 | 8 300 | 10 378 | 10 600 | 10 900 | 11 100 | 11 300 | 11 500 | 11 700 | 11 900 | 12 100 |

* údaje za roky 1955, 2000, 2002, 2010 a od roku 2011 zaokrouhleny na stovky